# 西部運転免許試験場
西部運転免許試験場（ソブうんてんめんきょしけんじょう）はソウル特別市麻浦区にある道路交通公団の運転免許試験場である。学科試験はPC式のみで行われる。

## 学科試験
- 四輪（第二種小型免許を含む）、原動機付自転車ともにPC式のみ
- 手話ビデオ（重度の聴覚障害者対象）

## 技能試験が可能な運転免許の種類
各運転免許の詳細については運転免許の区分を参照
- 第一種大型免許
- 第一種普通免許
- 第二種普通免許
- 第二種小型免許
- 第二種原動機付自転車免許

## 交通アクセス
- ソウル交通公社6号線麻浦区庁駅から7011番バス乗車